# علم الأرغنوة

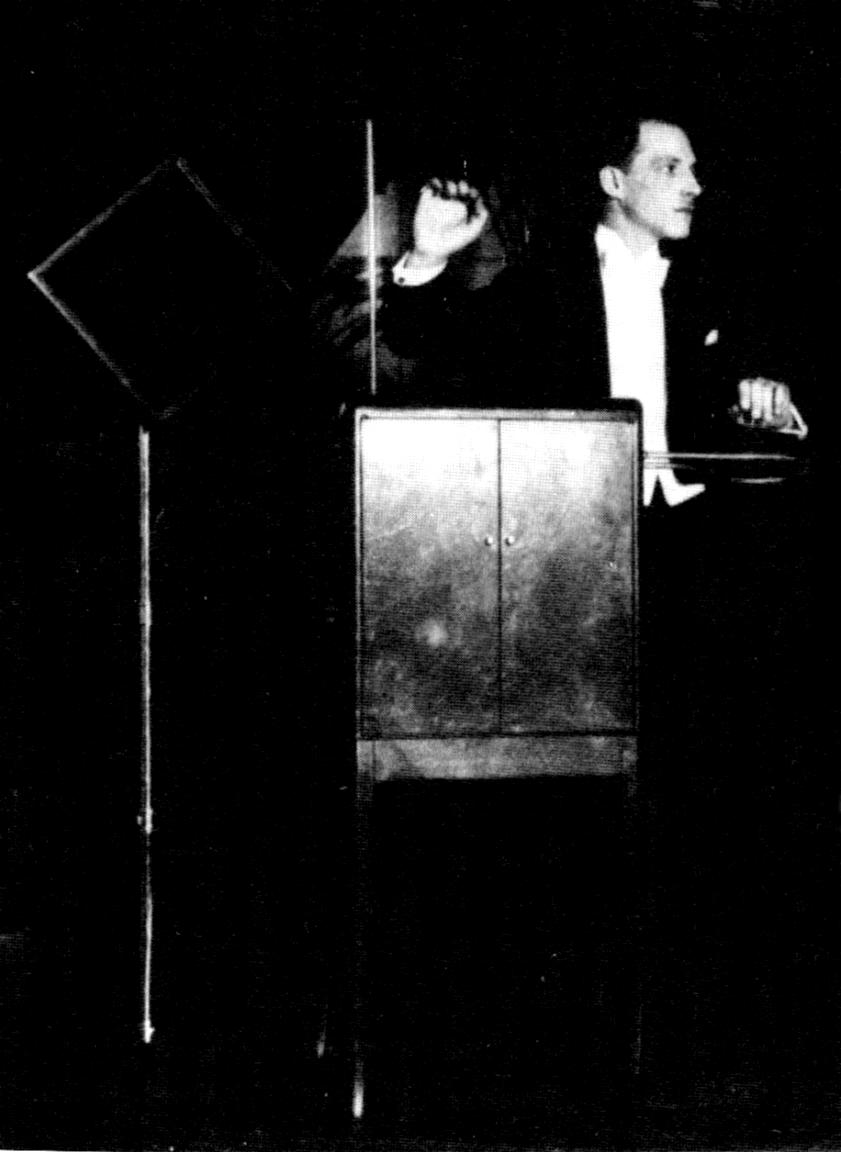

علم الأرغنوة هو «علم اتخاذ الآلات الغريبة»، كذا في كشاف اصطلاحات الفنون، وجاء فيه أن علم الأسطرلاب من أقسام علم الأرغنوة الذي من فروع العلم الرياضي. فعلم الأرغنوة هو علم عمل الآلات، والظاهر من قوله «الغريبة» أنه لتمييزها من الآلات «البدنية» المسماة بالأعضاء، إشارة لما يسمى في هذا الوقت بالمكنات، أو لأنها لم تكن معروفة آنذاك فسميت بذلك غريبة. وأما الأرغنوة فالراجح أنها يونانية، بضم الهمزة وفتح الغين، معناها الآلة، وأصلها إما أرغنون أبدلت نونه الثانية هاء اشتباها في كونها كذلك أو لغير ذلك، وإما المضاف إليه أرغنو زيدت له هاء وقد يكون هذا لأنه ليس في الأسماء اسم آخره حرف علة قبله ضمة. ثم نقل اللفظ من معنى علم الآلات الغريبة إلى معنى «علم آلات الموسيقى».